# Mario on tour
Mario on tour es una película de comedia dramática Argentina que se estrenó el 24 de agosto de 2017 escrita y dirigida por Pablo Stigliani y protagonizada por Mike Amigorena en el papel de un cantante frustrado.

## Reparto
Participaron del filme los siguientes intérpretes:
- Mike Amigorena como Mario.
- Iair Said como Oso/Damian.
- Román Almaraz como Lucas.
- Leonora Balcarce como Alejandra.
- Rafael Spregelburd como Rodi.
- Ale Sergi
- Catalina Motto

## Sinopsis
Mario Canes (Mike Amigorena) tuvo todo para triunfar en la música, pero se gana tristemente la vida cantando "canciones de otros", mayormente covers de Sandro, en despedidas de solteras, casamientos y cumpleaños. Con la reciente muerte de su madre todavía en carne viva, nuestro torpe antihéroe acumula frustración, angustia y una soledad de la que solo su amigo y socio Damíán, más conocido como el Oso (Iair Said) lo rescata haciéndole de manager, consiguiendo los contratos y ayudándolo con las pistas de sonido.
Mientras se dilata la posibilidad de terminar la grabación de un disco con canciones originales suyas -complicado por las deudas con el estudio de grabación-, el Oso consigue coordinar una gira por diferentes lugares terminando en el Partido de La Costa, a fin de reunir los fondos suficientes. Justo en ese momento, y tras múltiples intentos fallidos con su exesposa Alejandra (Leonora Balcarce), Mario logra que su hijo Lucas (Román Almaraz) lo acompañe un fin de semana. Lucas no quiere verlo, y accede a regañadientes, más interesado en su celular que en compartir experiencias con su padre. Para no perder la oportunidad de reencontrarse con su hijo, Mario no tiene más remedio que llevárselo a la gira, ocultando eso último a Alejandra. 
Mientras viajan juntos los tres, se dan diferentes situaciones a lo largo del tour, algunas graciosas y otras no tanto. Torpemente y como puede, Mario va recomponiendo la relación con Lucas, conteniendo a Oso quien tiene mucha menos paciencia que él. De a poco Lucas va conociendo aspectos hasta entonces desconocidos para él: la historia de vida de su padre, las peripecias mientras intentaba triunfar artísticamente junto a Oso, su hermano y Alejandra, sus desengaños ("ya nadie grita por mí" dice Mario), lo decepcionante que le resulta el cantar covers y sobre todo, su tristeza por no tener mucho que ofrecerle. 
En esta gira Mario encontrará el éxito que no esperaba: su hijo le brinda su reconocimiento como padre, y al presentar una canción de su autoría ("Pasaporte Vencido", del álbum Amántico de Mike Amigorena)  el público reacciona favorablemente. Mientras suena la canción, y enojada porque su hijo haya participado de la gira, Alejandra aparece junto a Rodi en Santa Teresita para buscar a su hijo, y Lucas se despide de su padre con cariño alentándolo a que vuelva al escenario. "Andá, pa, están gritando por vos" le señala, al escuchar al público que pide su presencia. 

## Tráiler
El 19 de mayo de 2017 SM Cine lanzó un tráiler de la película confirmando efectivamente su estreno en agosto de 2017.